# Moxostoma
Metophthalmus es un género de peces de la familia Catostomidae que habita en América del Norte. 
Contiene la siguiente lista de especies:
- Moxostoma albidum (Girard, 1856)
- Moxostoma anisurum (Rafinesque, 1820)
- Moxostoma ariommum C. R. Robins & Raney, 1956
- Moxostoma austrinum T. H. Bean, 1880
- Moxostoma breviceps (Cope, 1870)
- Moxostoma carinatum Cope, 1870)
- Moxostoma cervinum Cope, 1868)
- Moxostoma collapsum Cope, 1870)
- Moxostoma congestum (S. F. Baird & Girard, 1854)
- Moxostoma duquesnii (Lesueur, 1817)
- Moxostoma erythrurum (Rafinesque, 1818)
- Moxostoma hubbsi V. Legendre, 1952
- Moxostoma lacerum Jordan & Brayton, 1877)
- Moxostoma lachneri Robins & Raney, 1956
- Moxostoma macrolepidotum Lesueur, 1817)
- Moxostoma mascotae Regan, 1907
- Moxostoma pappillosum (Cope, 1870)
- Moxostoma pisolabrum Trautman & R. G. Martin, 1951
- Moxostoma poecilurum (D. S. Jordan, 1877)
- Moxostoma robustum Cope, 1870)
- Moxostoma rupiscartes Jordan & O. P. Jenkins, 1889
- Moxostoma valenciennesi Jordan, 1885